# Stockholms Ångslups AB

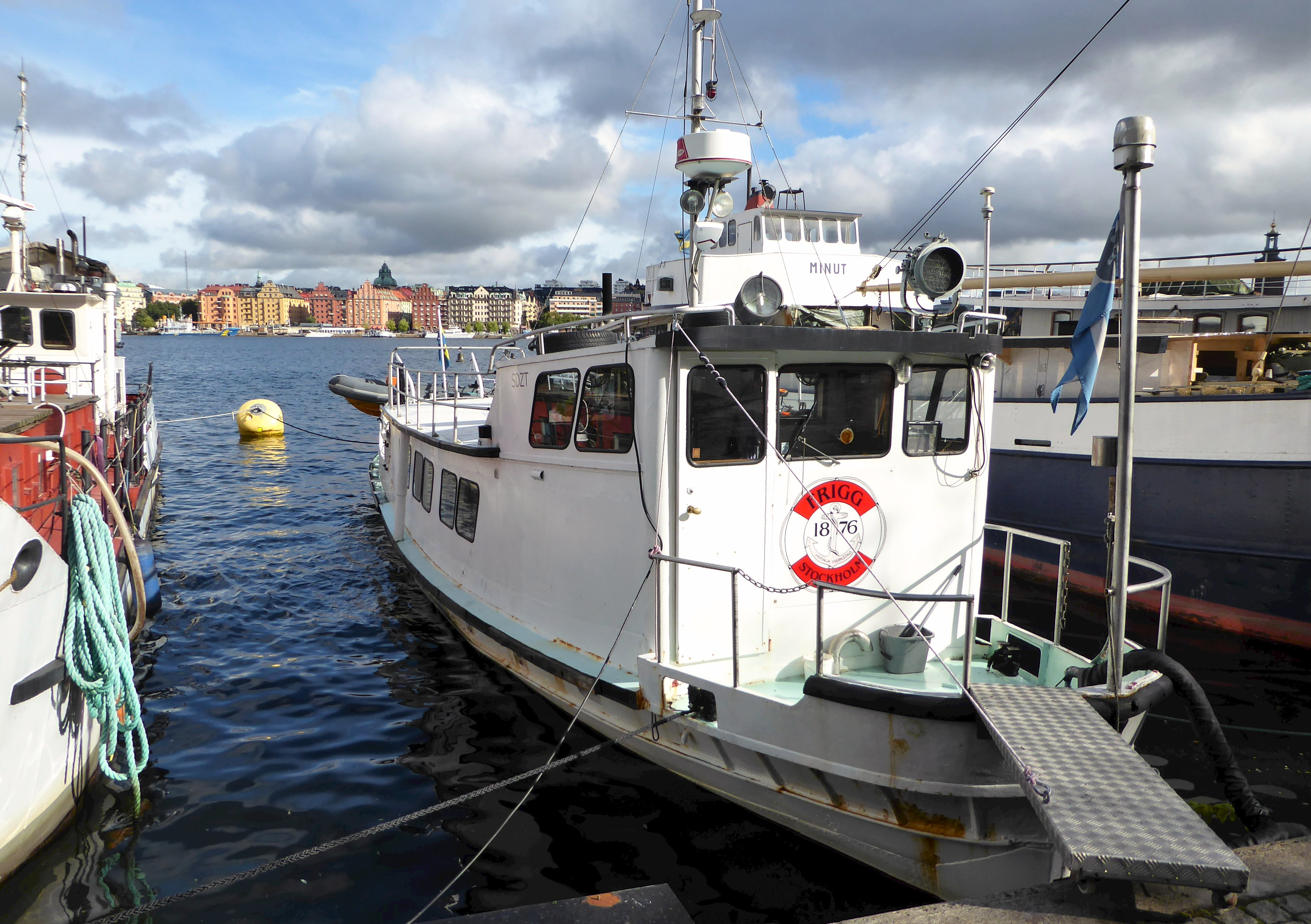
S/S Frigg byggd 1876 för Stockholms Ångslups AB, ligger vid Söder Mälarstrand.

Stockholms Ångslups AB (SÅA) är ett rederi i Stockholm som under många år dominerade den sjöbundna lokaltrafiken på Saltsjön och Mälaren med sina ångslupar. Företaget bildades 1863 genom sammanslagning av flera mindre bolag.

## Historik

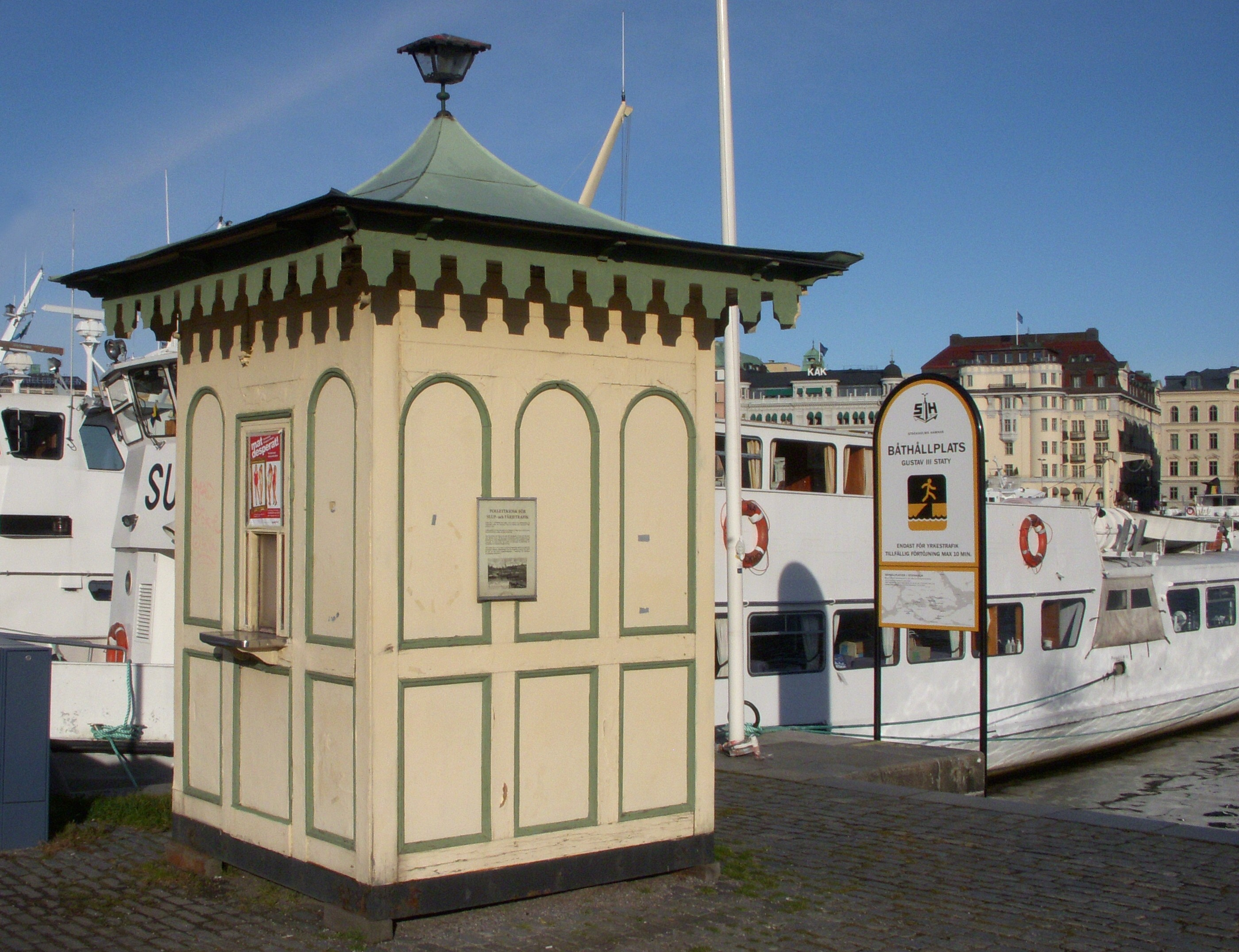
Pollettkiosk på Skeppsbron 2010.

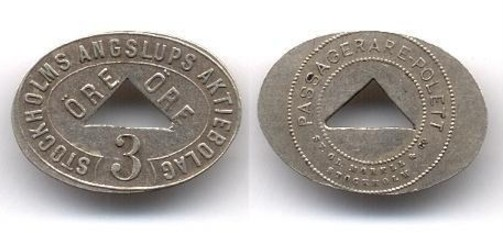
3 öres pollett.

Kollektivtrafik i Stockholm med ångmaskindrivna fartyg kom igång 1836 mellan Logårdstrappan och Allmänna gränd (Stockholms slott - Djurgården) och den första innerstadslinjen öppnade 1853. Det dominerande lokaltrafikbolaget på Saltsjön och Mälaren blev Stockholms Ångslups AB (SÅA), bildat 1863 genom sammanslagning av flera mindre bolag. 
Stockholms Ångslups AB hade en lång rad fartyg bland dem S/S Frithiof, Djurgården 3, Djurgården 5, Djurgården 7, S/S Valkyrian, S/S Sjöfröken, S/S Frigg, S/S Mälaren och S/S Sigrid. Sigrid byggdes 1877 på Bergsunds Mekaniska Verkstad och gick till Gröndal. 1903 var passageraravgiften 10 öre Staden – Gröndal samt 5 öre Hornstull – Gröndal. 
I juni 1891 kolliderade Sigrid utanför Nationalmuseum med ångslupen S/S Ejdern och sjönk.  Kollisionen är så kraftig att Ejdern blev hängande på Sigrid. Sigrids tio passagerare, maskinist och polettförsäljare räddade sig över till Ejdern. Kort därefter sjönk Sigrid. Sigrids befälhavare Abraham Cedergren avled vid kollisionen. Orsaken till olyckan var felaktig navigering. Slupen bärgades och reparerades samma år. Fartyget såldes 1920 till Rederi AB Stockholm som döpte om det till Tor.
År 1970 köpte landstingsägda Waxholmsbolaget de fartyg som SÅA hade kvar och övertog trafiken på Djurgården. Numera är Föreningen stiftelsen skärgårdsbåten huvudägare i bolaget.

## Pollettkiosker
Betalningen för resan skedde med polletter som fanns i olika valörer. För Stockholms ångfärjetrafik fanns flera så kallade pollettkiosker, uppsatta på olika ställen vid stadens kajer. Där kunde man köpa polletterna. 
En av dessa kiosker finns kvar i renoverad skick på Skeppsbron nedanför Logårdstrappan. Den hade ursprungligen en stor lökkupol på taket som ändrades på 1930-talet till nuvarande utseende. Kiosken skänktes 1987 av Waxholmsbolaget till Föreningen stiftelsen skärgårdsbåten, vars museiångfärja Djurgården 3, en gång ägd av det ursprungliga Stockholms Ångslups AB, har kajplats intill.

## Historiska bilder, fartyg i urval

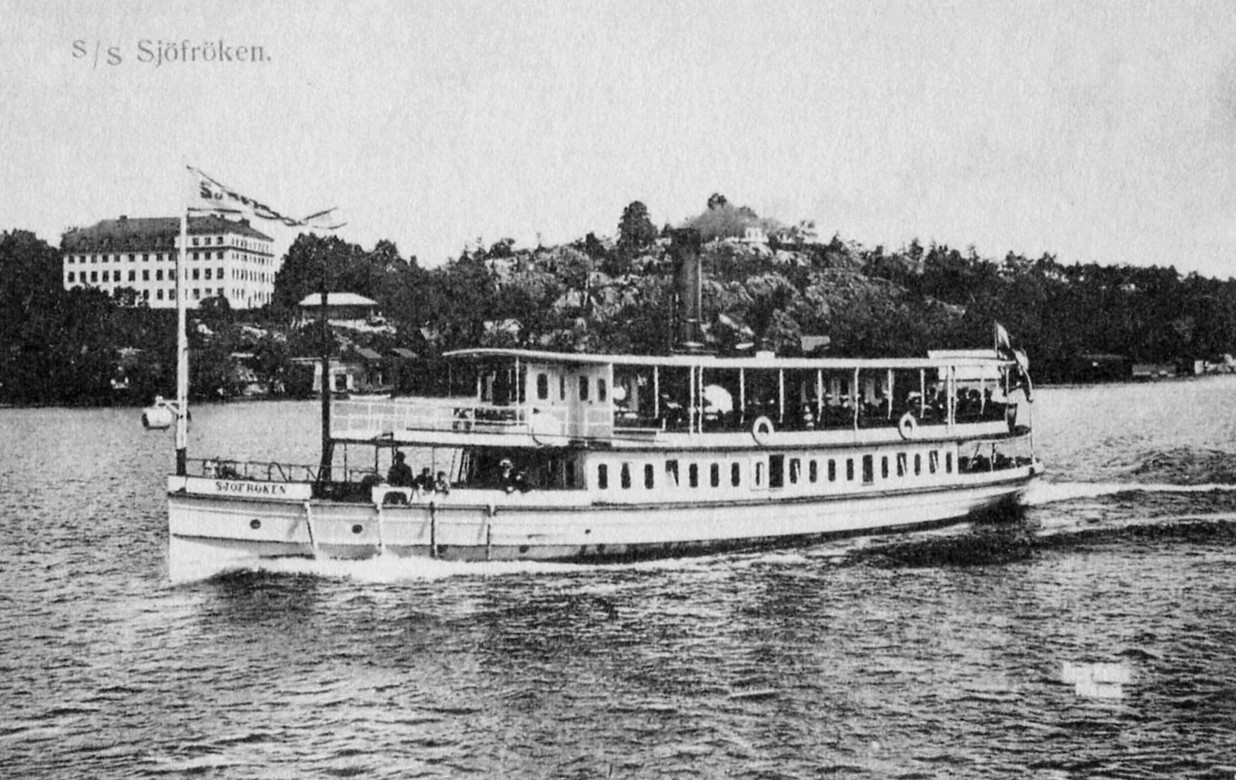
S/S Sjöfröken på Mälaren, 1890-tal.
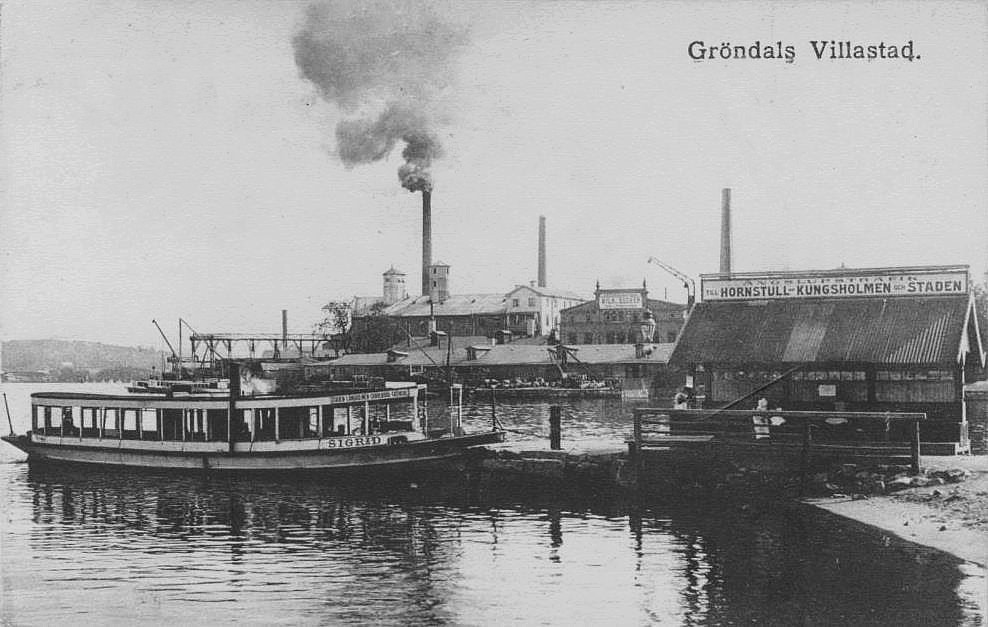
S/S Sigrid vid Gröndals ångslupsbrygga omkring 1900.
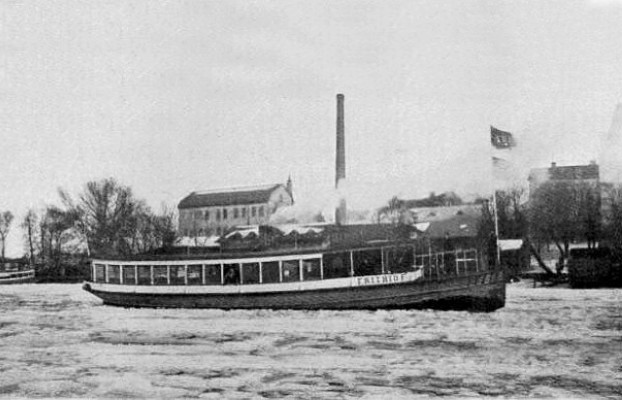
S/S Frithiof omkring 1913.
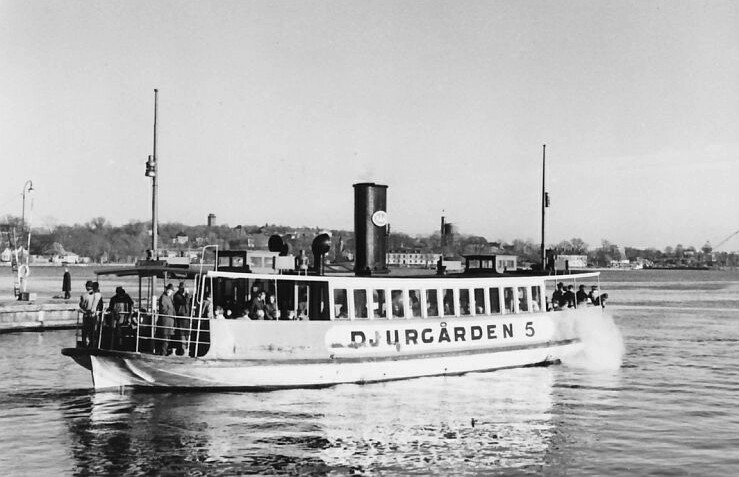
Djurgården 5 på 1920-talet.